# Ліпи (Свентокшиське воєводство)
Ліпи (пол. Lipy) — село в Польщі, у гміні Хмельник Келецького повіту Свентокшиського воєводства.
Населення — 135 осіб (2011).
У 1975-1998 роках село належало до Келецького воєводства.

## Демографія
Демографічна структура на день 31 березня 2011 року:
|          | Загалом | Допрацездатний вік | Працездатний вік | Постпрацездатний вік |
| -------- | ------- | ------------------ | ---------------- | -------------------- |
| Чоловіки | 64      | 15                 | 42               | 7                    |
| Жінки    | 71      | 16                 | 36               | 19                   |
| Разом    | 135     | 31                 | 78               | 26                   |